# Scopula isolata
Scopula isolata là một loài bướm đêm trong họ Geometridae.